# Оспедалетті
Оспедалетті (італ. Ospedaletti, ліг. Spiareti) — муніципалітет в Італії, у регіоні Лігурія,  провінція Імперія.
Оспедалетті розташоване на відстані близько 450 км на північний захід від Рима, 120 км на південний захід від Генуї, 27 км на захід від Імперії.
Населення — 3339 осіб (2014).
Щорічний фестиваль відбувається 24 червня. Покровитель — святий Іван Хреститель.
У місті помер видатний український письменник Борис Грінченко. 

## Демографія
Населення за роками:

Станом на 1 січня 2023 року в муніципалітеті офіційно проживали 372 іноземці з 46 країн, серед них 143 громадяни країн Євросоюзу та 22 громадяни України.

## Сусідні муніципалітети
- Бордігера
- Санремо
- Себорга
- Валлебона

## Міста-побратими
- Сулак-сюр-Мер, Франція (1972)